# Wyclef Jean
Nel Ust Wyclef Jean (Croix-des-Bouquets, Haiti, 1969. október 17. –) haiti-amerikai énekes és producer.

## Élete
Haitin született egy nazarénus lelkész fiaként. Wyclef az Eastern Nazarene College-ra járt, ahol fiatalabb testvére, Sam, történelem szakon diplomát szerzett.
A családjával előbb Brooklynba (New York), majd New Jerseybe költözött.
1994-ben összeházasodott a Fusha divattervezőjével, Marie Claudinette-tel. 2005-ben  adoptálták a lányukat, Angelina Claudinelle Jean-t.

## Karrier
Wyclef második albuma 2000-ben jelent meg, The Ecleftic: 2 Sides II a Book néven.
A 2001. szeptember 11-ei terrorista támadásokat követően Jean részt vett egy amerikai segélykoncerten, a Tribute To Heroeson, ahol egy Bob Marley-számot adott elő, a Redemption Songot.
A harmadik albumát, a Masquerade-ot 2002-ben adták ki, majd ezt követte a negyedik albuma a The Preacher Son, amely 2003 novemberében jelent meg.

## Diszkográfia
- 1997: The Carnival (Columbia)
- 2000: The Ecleftic: 2 Sides II a Book (Columbia)
- 2002: Masquerade (Columbia)
- 2003: Greatest Hits (Columbia)
- 2003: The Preacher's Son (J)
- 2004: Welcome to Haiti: Creole 101 (Koch)
- 2007: Carnival Vol. II: Memoirs of an Immigrant (Columbia)
- 2009: From the Hut, To the Projects, To the Mansion (Columbia)
- 2011: If I Were President: The Haitian Experience (Columbia)

## További információ
- Hivatalos oldal
- Wyclef Jean a Facebookon
- Wyclef Jean a PORT.hu-n (magyarul)
- Wyclef Jean az Internet Movie Database-ben (angolul)
- Wyclef Jean a Rotten Tomatoeson (angolul)